# Flor Vargas
Flor Vargas Buitrago (Bogotá, 24 de febrero de 1933) es una actriz de teatro y televisión colombiana. Históricamente es unas de las primeras actrices de teatro y destaca en grandes producciones nacionales. Su carrera en la televisión colombiana dio inicio a comienzos de la década de 1970, extendiéndose hasta mediados de la década de 2010, cuando integró el reparto de la telenovela Laura, la santa colombiana.

## Filmografía

### Televisión
- Laura, la santa colombiana (2015)
- Mujeres al límite (2015)
- El capo (2012)
- Infiltrados (2011)
- La bruja (2011)
- Los Victorinos  (2009)
- Aquí no hay quien viva (2008) - Etelbina
- En los tacones de Eva  (2006)
- La saga, negocio de familia  (2004)
- María Madrugada (2002)
- ¡Ay cosita linda mamá!  (1999)
- N.N.  (1990)- Doña Rotunda
- Zarabanda (1989)
- Los pecados de Inés de Hinojosa (1988)
- Serie Conjunto Cerrado (1998)
- El ángel de piedra  (1987)
- Los cuervos  (1985)
- Pero sigo siendo El Rey  (1984)
- El faraón (1983)
- Los premios (1983)
- Soledad (1980)
- Manuelita Saenz (1978)
- La feria de las vanidades (1975)
- Una vida para amarte (1971)